# فولتا كاتالونيا 2004
فولتا كاتالونيا 2004 (بالإسبانية: Volta a Cataluña 2004)‏ هو سباق دراجات هوائية، وهو الموسم رقم 84 من السباق، وأقيم خلال الفترة 14 يونيو 2004، وحتى 20 يونيو 2004، وامتدّ لمسافة 838.1 كيلومتر.
فاز فيه بالمركز الأول  Miguel Ángel Martín Perdiguero ‏، وبالمركز الثاني  فلاديمير كاربتس، وبالمركز الثالث  Roberto Laiseka ‏.

## الفائزون
| الترتيب | الفائز                          |
| ------- | ------------------------------- |
| الفائز  | Miguel Ángel Martín Perdiguero ‏ |
| الثاني  | فلاديمير كاربتس                 |
| الثالث  | Roberto Laiseka ‏                |